# Столац (Бугојно)
Столац је насељено мјесто у Босни и Херцеговини у општини Бугојно које административно припада Федерацији Босне и Херцеговине. Према попису становништва из 1991. у насељу је живјело 9 становника.

## Становништво
| Националност       | 1991. | 1981. | 1971. | 1961. |
| Срби               | 9     | 15    | 85    | 66    |
| Хрвати             |       |       | 1     |       |
| остали и непознато |       |       |       |       |
| Укупно             | 9     | 15    | 86    | 66    |

| Демографија | Демографија | Демографија |
| Година      | Становника  | Становника  |
| ----------- | ----------- | ----------- |
| 1961.       | 66          |             |
| 1971.       | 86          |             |
| 1981.       | 15          |             |
| 1991.       | 9           |             |